# Kapitänsdinner
Das Kapitänsdinner ist ein besonderes Abendessen auf einem Kreuzfahrtschiff, bei dem der Kapitän alle Gäste persönlich begrüßt. 

## Beschreibung
Das Kapitänsdinner, auch Kapitänsempfang genannt, ist eine insbesondere in der Passagierschifffahrt bekannte Tradition und stellt einen der Höhepunkte auf Kreuzfahrten dar. Es beginnt in der Regel mit einem Empfang, meist in Verbindung mit einem Begrüßungsgetränk, und einer nachfolgenden Ansprache des Kapitäns. Häufig bildet das Kapitänsdinner auch den krönenden Abschluss der Reise. Gelegentlich werden nachgestellte Kapitänsdinner auch als besondere Veranstaltung in der Gastronomie an Land angeboten.

## Hintergrund
Das Kapitänsdinner ist vor allem der gastronomische Höhepunkt einer Kreuzfahrt. Es bietet den in der Schiffsküche und im Service eines Schiffs beschäftigten Mitarbeitern die Möglichkeit, ihr Können unter Beweis zu stellen und den Gästen einen kulinarischen Höhepunkt zu bieten. Der gastronomische Bereich auf dem Kreuzfahrtschiff ist mit dem eines großen Hotels vergleichbar, je nach Preisklasse und Selbstverständnis der Reederei mit First-Class Hotels mit entsprechenden Mitarbeitern. Bei Schiffen, die Wert auf Tradition legen, werden dabei Etikette zelebriert, die anderswo längst aus der Mode gekommen sind. Bekannt an Land sind Kapitänsdinner vor allem aus der ZDF-Fernsehserie Das Traumschiff.